# St. Elisabeth (Bonn)

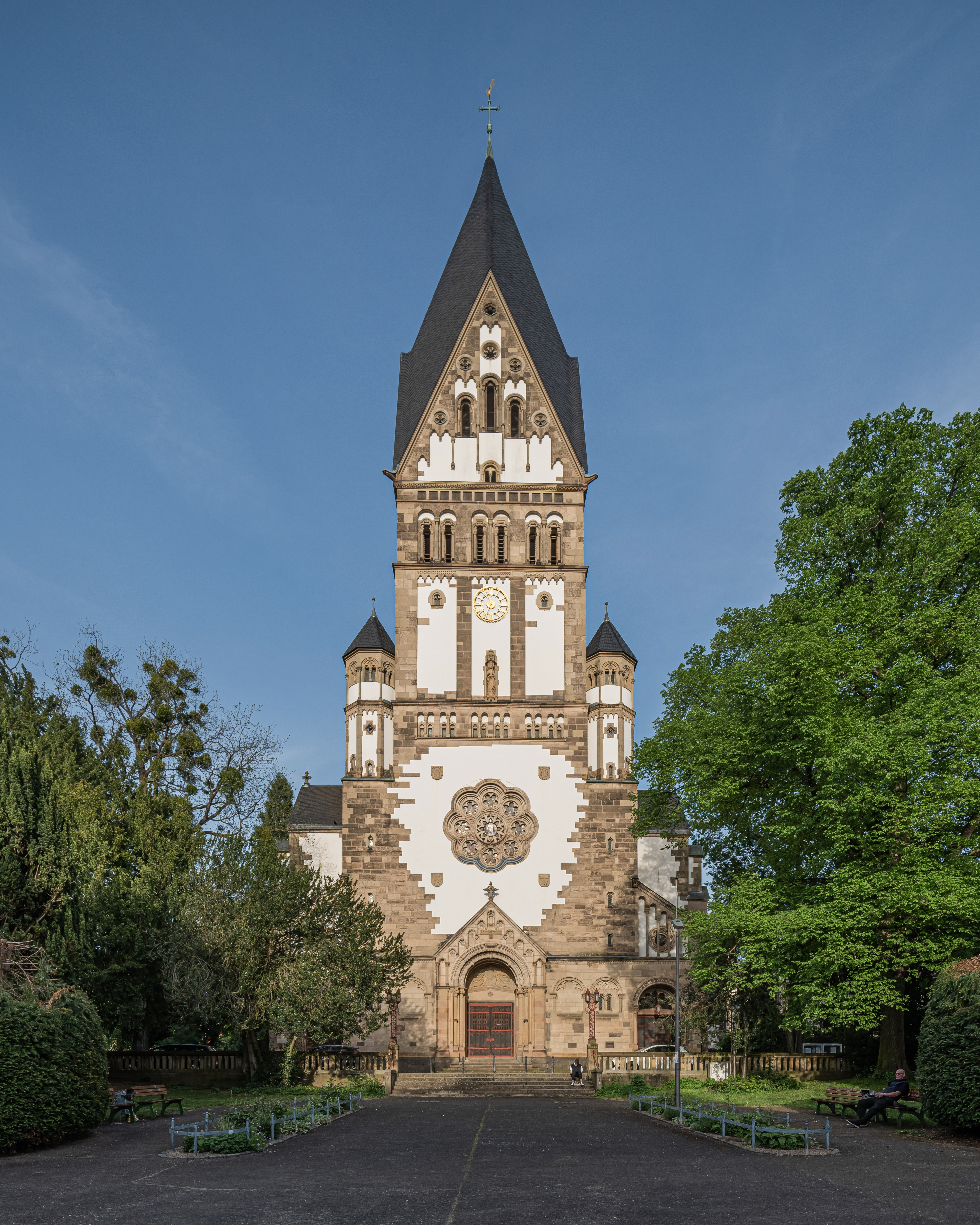
St. Elisabeth in Bonn (2024)

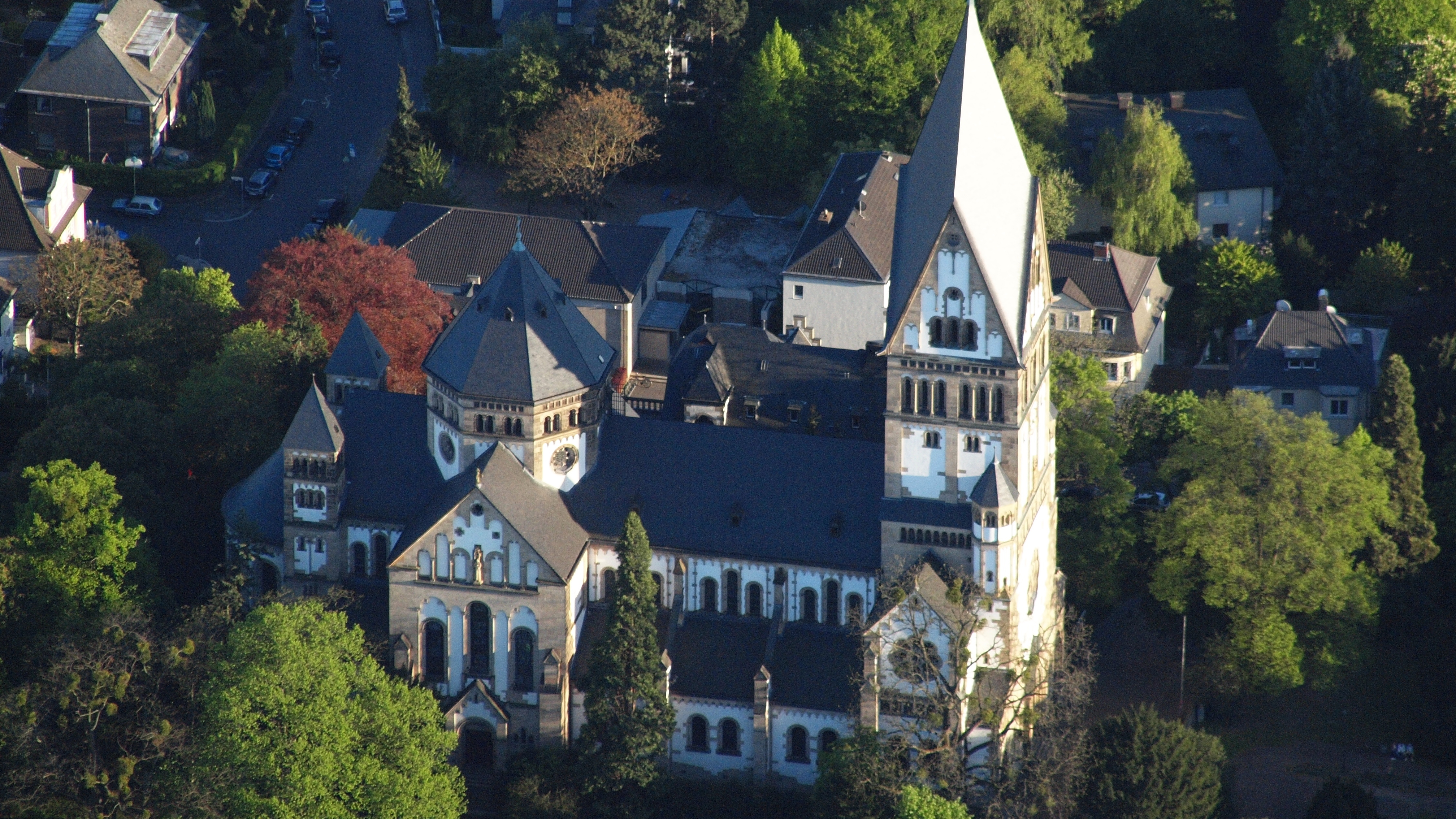
St. Elisabeth, Luftaufnahme (2014)

St. Elisabeth ist eine römisch-katholische Pfarrkirche in der Südstadt von Bonn. Die Kirche ist der heiligen Elisabeth von Thüringen geweiht. Sie steht als Baudenkmal unter Denkmalschutz.

## Geschichte
Schon bei der Planung des Südstadtviertels wurde ein rechteckiges, leicht erhöhtes Grundstück für den Bau einer katholischen Kirche vorgesehen. Geplant wurde der Bau der Elisabethkirche als Filialkirche des Bonner Münsters zu Beginn des 20. Jahrhunderts.
1906 erhielt der Architekt Ludwig Becker (Mainz) den Auftrag, eine neoromanische Kirche zu entwerfen, in der 2200 Gläubige Platz finden sollten. Der Auftrag umfasste auch den angrenzenden Pfarrhauskomplex, die Vergabe der Arbeiten und die Überwachung der Bauausführung.
Nachdem im November 1906 der Grundstein gelegt worden war, war bereits 1908 der Rohbau fertiggestellt. Die nachfolgende Ausgestaltung des Innenraumes war ebenfalls Ludwig Becker überantwortet. Allerdings hatten der Kirchvorstand und der Pfarrer ein vertraglich vereinbartes Mitspracherecht bei der Auswahl der Künstler für die Innenausstattung. An der Innengestaltung waren rheinische Künstler beteiligt, aber auch Maler und Bildhauer wie Georg Busch und die Brüder Matthias und Heinrich Schiestl.
1910 wurde die Kirche mit dem Patrozinium der Hl. Elisabeth in Gebrauch genommen, 1912 wurde sie geweiht, nachdem sie zur Pfarrkirche erhoben worden war.
1969 entstand in der Vierung eine hölzerne, gestufte Altaranlage mit Zelebrationsaltar.
Die Elisabethkirche war bis 2005 Bischofskirche des Deutschen Militärordinariats. Nach dem Umzug des Militärordinariats nach Berlin hat die dortige Johannes-Basilika diese Funktion übernommen.

## Architektur und Ausstattung

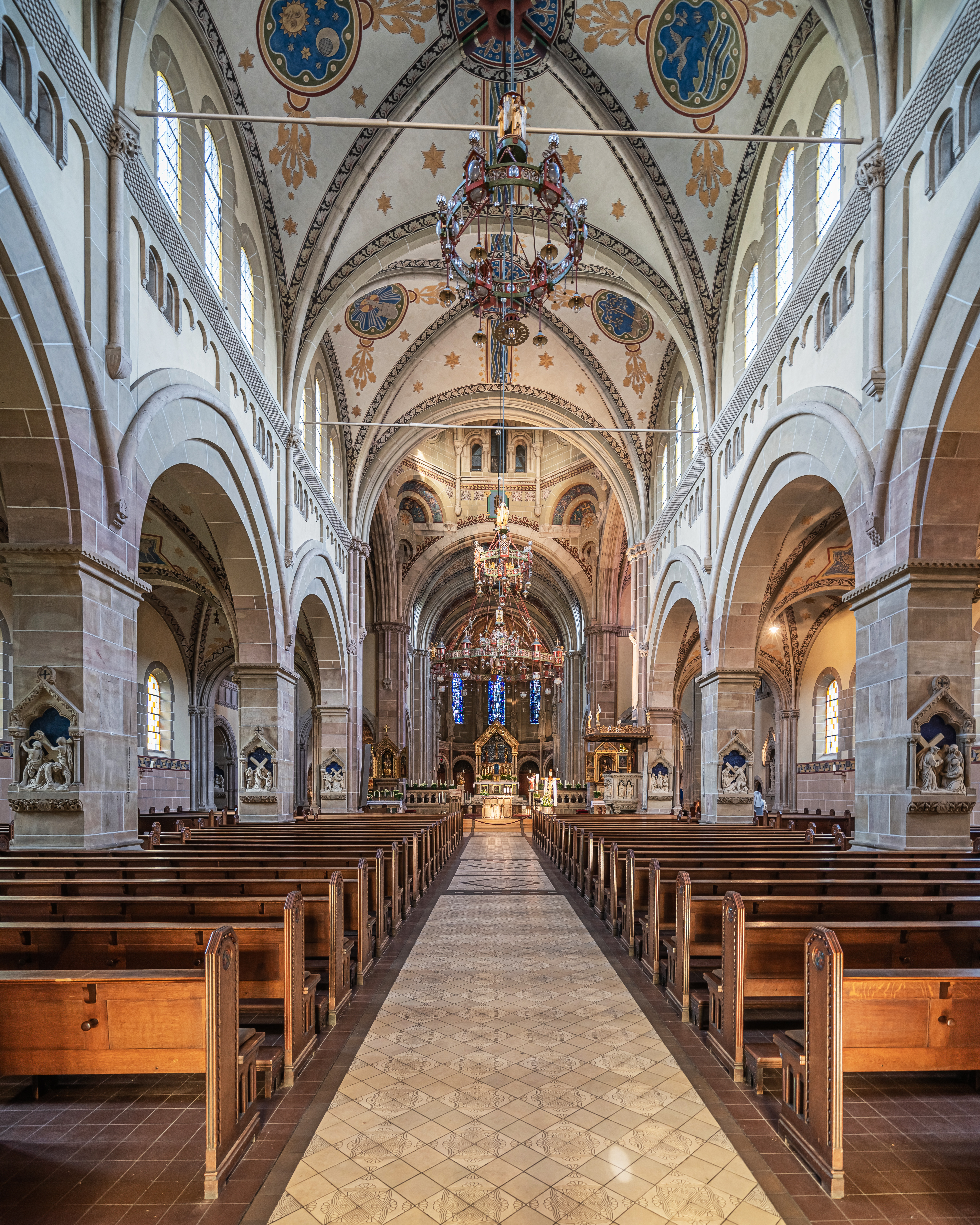
Innenansicht von St. Elisabeth

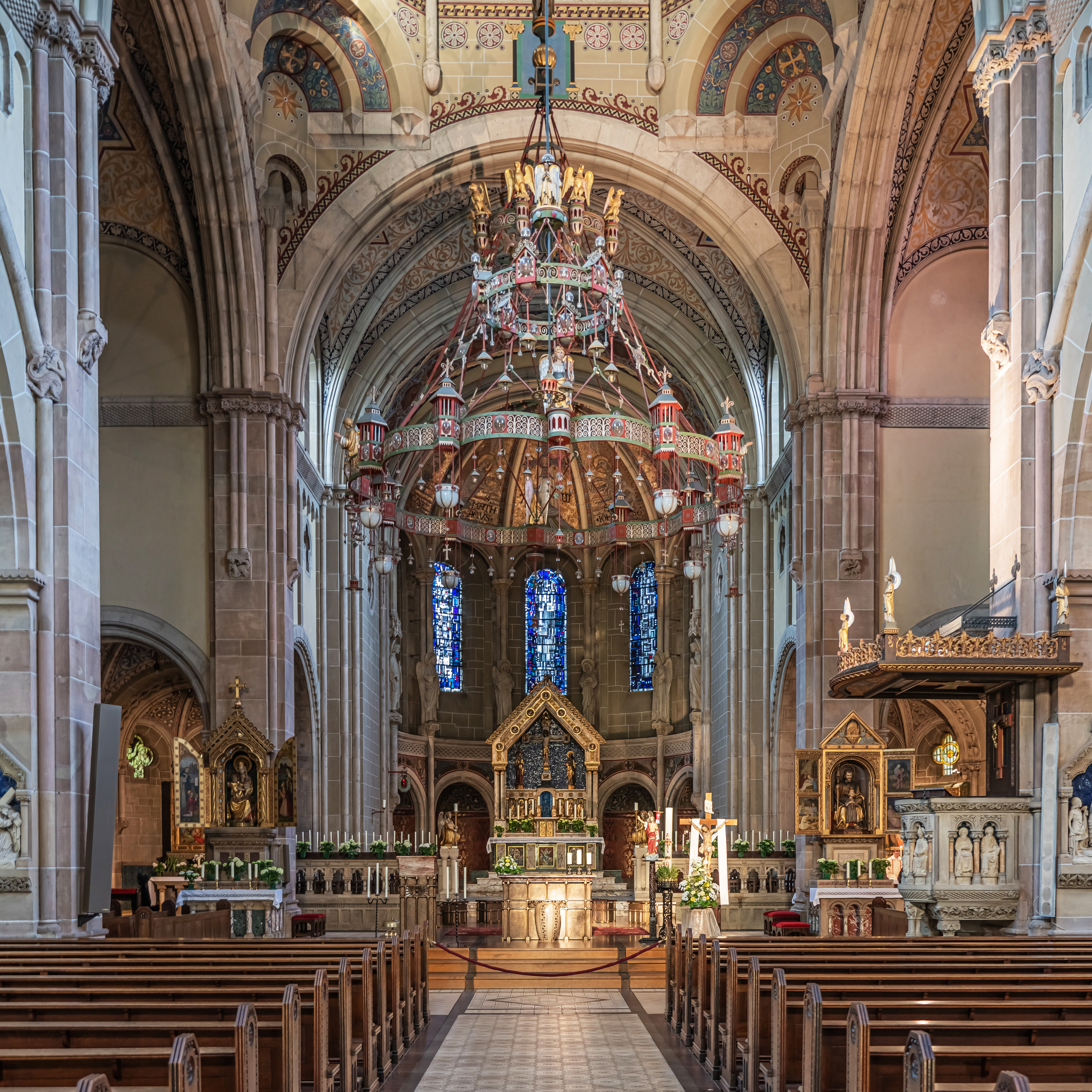
Altarraum und Radleuchter

Die Elisabethkirche ist eine freistehende geostete dreischiffige Basilika mit Querhaus und oktogonalem Vierungsturm. Die Portalfassade mit dem Hauptturm ist als repräsentativer Westbau gestaltet. Die halbrunde Apsis wird von zwei Seitenapsiden flankiert. Das Mittelschiff erhält sein Licht durch die dreiteiligen Obergadenfenster.
Außen- und Innenarchitektur wirken wie ein Ideal einer Kirche der rheinischen Spätromanik; der Umgang mit möglichen Vorbildern wie St. Aposteln in Köln machen die Elisabethkirche jedoch zu einem Bau des Historismus. Während Chor und Westfassade bei romanischen Kirchen stets in sich geschlossen wirken, fügen sich die Baukuben von St. Elisabeth in ihrer Höhenfassung zu einer ausgewogenen Silhouette zusammen. Auch die ausgewogene Gestaltung von horizontalen und vertikalen sowie von steinsichtigen und verputzten Baugliedern tragen zu diesem Eindruck bei. Anders als bei romanischen Bauten überziehen verschiedene Dekorationsmotive die Fassaden und heben sich steinsichtig von der weißen Fassade ab. Dabei wurde auf eine konsequente Variation der dekorativen Elemente Wert gelegt: auf jeder Seite sind z. B. die Friese unterschiedlich gestaltet, obwohl sie auf den ersten Blick symmetrisch wirken.
Die Südseite der Kirche bildet zusammen mit den relativ niedrigen Pfarrhausbauten einen dreiseitig umschlossenen Hof. Die Pfarrhausbauten ordnen sich dabei den Sakralbau unter und wurden bereits bei der Planung der Kirche miteinbezogen, sodass eine besondere Blickachse auf den Vierungsturm entstehen konnte.
Die Kirche ist reich ausgestattet. Bemerkenswert sind neben den Deckenmalereien, dem Radleuchter in der Vierung und der Kanzel die Altäre:
- der Elisabeth-Altar im nördlichen Seitenchor aus dem Jahre 1915
- der Marienaltar,
- der Hauptaltar von 1912,
- Josephsaltar von 1922
- der Herz-Jesu-Altar von 1918.

### Klais-Orgel

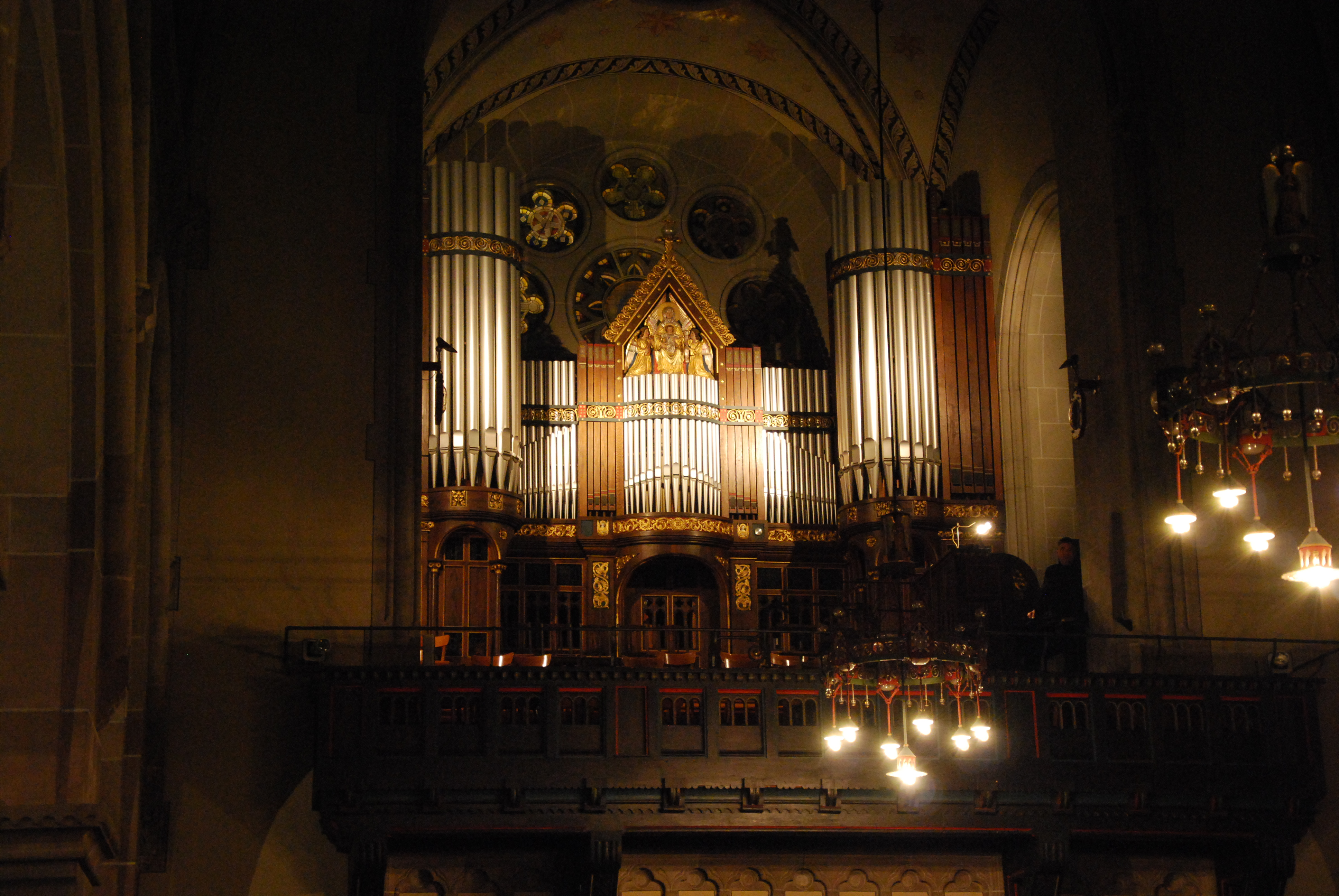
Klais-Orgel von 1910/13

Die Orgel von St. Elisabeth wurde in den Jahren 1910 bis 1913 von der Orgelbaufirma Johannes Klais (Bonn) im deutsch-romantischen Stil erbaut. Vorgesehen war zunächst ein zweimanualiges Instrument mit 32 Registern. Im Jahre 1909 wurde dann der Bau eines dreimanualigen Instruments mit 48 Registern in Auftrag gegeben. Während der Bauzeit wurde die Planung erweitert, und zwar um eine Chororgel mit elf Registern, spielbar vom vierten Manual des Generalspieltisches aus. Vorbild für diese Orgelanlage aus Hauptorgel auf der Westempore und Chororgel hinter dem Hochaltar war wohl die zu der Zeit gerade errichtete große Orgelanlage des Erfurter Doms.
Im Jahre 1911 wurde die Hauptorgel mit 48 Registern fertiggestellt. Erst im Jahre 1989 wurde die Orgelanlage entsprechend der ursprünglichen Planung „komplettiert“, als die Chororgel als Fernwerk nach den Plänen von 1910 unter Verwendung von originalen Orgelteilen aus der damaligen Zeit errichtet wurde. Im Jahre 1990 wurde die Hauptorgel restauriert und im Jahre 2002 mit einer elektro-pneumatischen Setzeranlage ausgestattet. Das Gehäuse der Hauptorgel geht auf die Planung von Ludwig Becker zurück, die Bildhauerarbeiten stammen von Georg Busch, der auch den Herz-Jesu-Altar geschaffen hatte. Das Fernwerk (Chororgel) wurde hinter dem Hochaltar installiert. Die Orgelanlage hat heute insgesamt 59 Register auf vier Manualen und Pedal. Die Spiel- und Registertrakturen sind pneumatisch.
| Hauptwerk C–g3 (g4) |                  |     |
| 1.                  | Bordun           | 16′ |
| 2.                  | Principal        | 8′  |
| 3.                  | Gamba            | 8′  |
| 4.                  | Gemshorn         | 8′  |
| 5.                  | Flauto amabile   | 8′  |
| 6.                  | Doppelflöte      | 8′  |
| 7.                  | Flöte (= Nr. 37) | 8′  |
| 8.                  | Octave           | 4′  |
| 9.                  | Hohlflöte        | 4′  |
| 10.                 | Cornett III-IV   |     |
| 11.                 | Rauschquinte II  |     |
| 12.                 | Mixtur IV        |     |
| 13.                 | Trompete         | 8′  |

| II. Manual C–g3 |                   |     |
| 14.             | Quintatön         | 16′ |
| 15.             | Principal amabile | 8′  |
| 16.             | Viola             | 8′  |
| 17.             | Dolce             | 8′  |
| 18.             | Unda maris        | 8′  |
| 19.             | Gedeckt           | 8′  |
| 20.             | Geigenprincipal   | 4′  |
| 21.             | Rohrflöte         | 4′  |
| 22.             | Piccolo           | 2′  |
| 23.             | Cornettino III    |     |
| 24.             | Horn              | 8′  |

| III Schwellwerk C–g3 (g4) |                    |     |
| 25.                       | Lieblich Gedackt   | 16′ |
| 26.                       | Hornprincipal      | 8′  |
| 27.                       | Salicional         | 8′  |
| 28.                       | Aeoline            | 8′  |
| 29.                       | Vox coelestis      | 8′  |
| 30.                       | Bordunalflöte      | 8′  |
| 31.                       | Fugara             | 4′  |
| 32.                       | Flauto traverso    | 4′  |
| 33.                       | Flautino           | 2′  |
| 34.                       | Echomixtur III     |     |
| 35.                       | Oboe               | 8′  |
|                           | Hochdruck-Register |     |
| 36.                       | Violine            | 8′  |
| 37.                       | Flöte              | 8′  |
| 38.                       | Tuba mirabilis     | 8′  |

| IV Fernwerk C–g3 (g4) |                    |     |
| 39.                   | Bordun             | 16′ |
| 40.                   | Viola              | 8′  |
| 41.                   | Unda maris         | 8′  |
| 42.                   | Vox angelica       | 8′  |
| 43.                   | Philomela          | 8′  |
| 44.                   | Nachthorn          | 8′  |
| 45.                   | Violine            | 4′  |
| 46.                   | Spitzflöte         | 4′  |
| 47.                   | Flageolet          | 2′  |
| 48.                   | Harmonia aeth. III |     |
| 49.                   | Vox humana         | 8′  |
|                       | Tremolo            |     |

| Pedal C–f1 |                     |         |
| 50.        | Contrabass          | 16′     |
| 51.        | Violon              | 16′     |
| 52.        | Subbass             | 16′     |
| 53.        | Salicetbass         | 16′     |
| 54.        | Echobass (= Nr. 25) | 16′     |
| 55.        | Quintbass           | 10 2⁄3′ |
| 56.        | Violonprincipal     | 8′      |
| 57.        | Flötenbass          | 8′      |
| 58.        | Bassoctav           | 4′      |
| 59.        | Posaune             | 16′     |

- Koppeln
  - Normalkoppeln: II/I, III/I, III/II, IV/I, I/P, II/P, III/P, IV/P
  - Suboktavkoppeln: II/I, IV/I, IV/IV
  - Superoktavkoppeln: I/I, III/I, III/II, IV/I, IV/IV
- Spielhilfen: zwei freie Registraturen, vier feste Registraturen (p, mf, f, tutti), Auslöser, Registercrescendo, Generalkoppel, diverse Absteller, Melodiekoppeln I/II

### Glocken
Im Turm der Kirche hängen vier Bronzeglocken, die 1908 von dem Glockengießer Carl Maximilian Hubert Edelbrock (Gescher) gegossen wurden. Die Glocken sind in schweren Rippen ausgeführt. Die Glocken gehören zur Erstausstattung der Kirche und haben Denkmalwert.
| Nr. | Name      | Gussjahr | Gießer, Gussort                           | Durchmesser (mm) | Masse (kg) | Schlagton (HT-1/16) |
| 1   | Joseph    | 1908     | Carl Maximilian Hubert Edelbrock, Gescher | 1.594            | 2.750      | c1 +1               |
| 2   | Gertrud   | 1908     | Carl Maximilian Hubert Edelbrock, Gescher | 1.330            | 1.500      | es1 ±0              |
| 3   | Elisabeth | 1908     | Carl Maximilian Hubert Edelbrock, Gescher | 1.176            | 1.100      | f1 +2               |
| 4   | Kunigunde | 1908     | Carl Maximilian Hubert Edelbrock, Gescher | 1.035            | 700        | g1 +4               |

## Pfarrer
| Zeitraum  | Pfarrer                           | Bemerkungen                                                    |
| --------- | --------------------------------- | -------------------------------------------------------------- |
| 1910–1951 | Pfarrer Dr. Bernard Custodis      |                                                                |
| 1951–1961 | Pfarrer Josef Mager               |                                                                |
| 1961–1969 | Pfarrer Pater H. Hendriks SMM     |                                                                |
| 1969–1982 | Pfarrer Pater Peter van Eunen SMM | 1976 Einrichtung des deutschen Provinzialates der Montfortaner |
| 1982–2010 | Pfarrer Pater Edmund Jäckel SMM   | 2008–2010 als Subsidiar                                        |
| 2008–2012 | Pfarrer Ulrich Weeger             | Pfarrer des Pfarrverbandes Bonn-Süd                            |
| 2012–2020 | Pfarrer Pater Jacek Styrczula SDB | Pfarrer des Pfarrverbandes Bonn-Süd                            |
| seit 2020 | Pfarrer Georg Pützer              | Pfarrverweser des Pfarrverbands Bonn-Süd                       |
| seit 2024 | Pfarrer Tobias S. Menke           | Pfarrer des Pfarrverbands Bonn-Süd                             |